# Valparaíso (region)
33°3′47″S 71°38′22″V / 33.06306°S 71.63944°V
Valparaíso er en af Chiles regioner og har nummer V på den officielle liste. Den har et areal på 16.396,1 km² og grænser op til Coquimbo (region) mod nord og Santiago Hovedstadsregionen mod syd samt på en kort strækning længst mod sydvest til O'Higgins, mod øst til Argentina og mod vest til Stillehavet.
Hovedbyen er havnebyen Valparaíso, og andre vigtige byer er Viña del Mar, Quilpu og Villa Alemana.

## Geografi og natur
Hovedbyen Valparaíso er hjemby for Chiles Nationalkongres og er en økonomisk vigtig havneby. Til regionen hører også en række øer ud for landets vestkyst: Påskeøen, Sala y Gómez, Juan Fernández-øerne og Desventuradas-øerne.
Sammen med Coquimbo er Valparaíso hjemsted for den sjældne og truede honningpalme (jubaea chilensis). Denne art, der er endemisk for Chile, havde i forhistorisk tid en langt større udbredelse, men menneskets inddragelse af dens naturlige habitat til beboelse og landbrug har betydet en voldsom tilbagegang for dens udbredelse.

## Administration
Valparaíso er opdelt i syv provinser: Petorca, Los Andes, San Felipe de Aconcagua, Quillota, Valparaíso, San Antonio og Påskeøen. Disse provinser er igen opdelt i sammenlagt 38 kommuner.

## Demografi
I regionen boede der ved folketællingen i 2002 1.539.852 mennesker, heraf 91,6% i byområder og 8,4% i landområder. De største bymæssige bebyggelser er hovedbyen Valparaíso med 308.137 indbyggere fulgt af Viña del Mar (286.931), Quillota (201.263), Quilpué (128.579), Villa Alemana (96.623), San Antonio (87.205) og Concón (32.273). Af disse er Valparaíso, Viña del Mar, Concón, Quilpué og Villa Alemana i praksis vokset sammen til Gran Valparaíso, der med 803.683 indbyggere udgør det tredjestørste byområde i Chile efter Storsantiago og Storconepción. Der planlægges opført en helt ny by til mere end 40.000 minearbejdere og deres familier i forbindelse med udvidelsen af Codelcos mine Chile Andina Division ved foden af Andesbjergene.

### Immigration og kultur
Byen Valparaíso opstod og udviklede sig som en havneby, hvor fiskerbåde, krydstogtskibe og marinefartøjer lagde til. Dette har medført, at folk med en lang række nationaliteter samt etniske og kulturmæssige tilhørsforhold slog sig ned i byen og dens omegn. Af spaniere finder man især folk stammende fra Andalusien, Asturien, León, Galicien og Baskerlandet. Et stort antal mennesker fra det øvrige Latinamerika fra Mexico til Uruguay slog sig også ned her, og desuden finder man folk med rødder i snart sagt alle lande i Europa samt fra Nordamerika, Australien og Mellemøsten.
En betydelig andel af befolkningen er mestizer, der har rødder i både den oprindelige indianske befolkning samt fra kaukasiske immigranter. Dertil kommer en mindre gruppe indbyggere, der stammer fra Sydøstasien (især Kina, Japan og Korea), enkelte af afrikansk afstamning samt fra Påskeøen.

## Økonomi og beskæftigelse
Regionen består i stor udstrækning af landbrugsland, og landbrug er derfor et af vigtige erhverv, herunder blandt andet vindyrkning. Dertil kommer industri (blandt andet cementfremstilling) og minedrift med specielt kobberminer. Landets største olieraffinaderi ligger i Concón ved Aconcaguaflodens munding, og der er to store kobbermalmsfabrikker: Den statslige Ventanas (nord for Concón) og den private i Chagres omkring 90 km inde i landet. 
Regionen huser lagre af kemikalier og benzin nær havnen i Quintero. I indlandets dale er der en stærkt stigende produktion af især avocadoer, chirimoyaer og blomster til eksport. I de seneste år har man ved hjælp af højteknologi haft held til at vande bjergsider, der indtil for nylig blev betragtet som golde, men som nu kan anvendes til landbrug med gode afgrødemængder. 